# Canoa/kayak ai Giochi della XXIX Olimpiade - K1 1000 metri maschile

## Batterie
Hanno partecipato alle batterie di qualificazione 26 atleti, suddivisi in 3 batterie di qualificazione: i primi di ogni batteria si sono qualificati direttamente per la finale; i successivi 6 sono passati alle semifinali, mentre gli ultimi sono stati eliminati.
- Lunedì 18 agosto 2008

| Posizione | Atleta                  | Paese       | Tempo    | Note |
| --------- | ----------------------- | ----------- | -------- | ---- |
| 1         | Tim Brabants            | Regno Unito | 3:27.828 | QF   |
| 2         | Zoltán Benkő            | Ungheria    | 3:29.542 | QS   |
| 3         | Markus Oscarsson        | Svezia      | 3:30.044 | QS   |
| 4         | Emanuel Silva           | Portogallo  | 3:31.843 | QS   |
| 5         | Shaun Rubenstein        | Sudafrica   | 3:36.134 | QS   |
| 6         | Dmitriy Torlopov        | Kazakistan  | 3:39.671 | QS   |
| 7         | Manuel Cortina Martínez | Messico     | 3:41.433 | QS   |
| 8         | Phone Myint Tayzar      | Birmania    | 3:53.578 |      |
| 9         | Assane Dame Fall        | Senegal     | 4:07.061 |      |

| Posizione | Atleta                 | Paese               | Tempo    | Note |
| --------- | ---------------------- | ------------------- | -------- | ---- |
| 1         | Adam van Koeverden     | Canada              | 3:29.622 | QF   |
| 2         | Stjepan Janić          | Croazia             | 3:31.369 | QS   |
| 3         | Ben Fouhy              | Nuova Zelanda       | 3:33.037 | QS   |
| 4         | Jernej Zupancic Regent | Slovenia            | 3:33.289 | QS   |
| 5         | Michael Kolganov       | Israele             | 3:38.207 | QS   |
| 6         | Rami Zur               | Stati Uniti         | 3:38.693 | QS   |
| 7         | Jorge Garcia           | Cuba                | 3:38.866 | QS   |
| 8         | Kotoua Francis Abia    | Costa d'Avorio      | 4:14.411 |      |
| 9         | Alcino Silva           | São Tomé e Príncipe | 4:28.057 |      |

| Posizione | Atleta                   | Paese      | Tempo    | Note |
| --------- | ------------------------ | ---------- | -------- | ---- |
| 1         | Eirik Verås Larsen       | Norvegia   | 3:29.043 | QF   |
| 2         | Ken Wallace              | Australia  | 3:30.306 | QS   |
| 3         | Max Hoff                 | Germania   | 3:30.316 | QS   |
| 4         | Anton Ryakhov            | Russia     | 3:38.381 | QS   |
| 5         | Pan Yao                  | Cina       | 3:40.774 | QS   |
| 6         | Miguel Correa            | Argentina  | 3:45.695 | QS   |
| 7         | Rudolph Berking-Williams | Samoa      | 4:00.784 | QS   |
| 8         | Tony Lespoir             | Seychelles | 4:05.890 |      |

## Semifinali
I primi tre atleti di ogni semifinale si sono qualificati per la finale.
- Mercoledì 20 agosto 2008

| Posizione | Atleta                   | Paese         | Tempo    | Note |
| --------- | ------------------------ | ------------- | -------- | ---- |
| 1         | Ken Wallace              | Australia     | 3:33.255 | QF   |
| 2         | Ben Fouhy                | Nuova Zelanda | 3:33.542 | QF   |
| 3         | Markus Oscarsson         | Svezia        | 3:33.906 | QF   |
| 4         | Shaun Rubenstein         | Sudafrica     | 3:36.969 |      |
| 5         | Anton Ryakhov            | Russia        | 3:37.017 |      |
| 6         | Jernej Zupancic Regent   | Slovenia      | 3:41.730 |      |
| 7         | Rami Zur                 | Stati Uniti   | 3:46.204 |      |
| 8         | Dmitriy Torlopov         | Kazakistan    | 3:47.212 |      |
| 9         | Rudolph Berking-Williams | Samoa         | 4:04.658 |      |

| Posizione | Atleta                  | Paese      | Tempo    | Note |
| --------- | ----------------------- | ---------- | -------- | ---- |
| 1         | Max Hoff                | Germania   | 3:32.847 | QF   |
| 2         | Stjepan Janić           | Croazia    | 3:33.942 | QF   |
| 3         | Zoltán Benkő            | Ungheria   | 3:34.473 | QF   |
| 4         | Emanuel Silva           | Portogallo | 3:34.508 |      |
| 5         | Jorge Garcia            | Cuba       | 3:41.219 |      |
| 6         | Pan Yao                 | Cina       | 3:41.539 |      |
| 7         | Manuel Cortina Martínez | Messico    | 3:43.017 |      |
| 8         | Michael Kolganov        | Israele    | 3:43.108 |      |
| 9         | Miguel Correa           | Argentina  | 3:51.715 |      |

## Finale
- Venerdì 22 agosto 2008

| Posizione | Atleta             | Paese         | Tempo    |
| --------- | ------------------ | ------------- | -------- |
|           | Tim Brabants       | Regno Unito   | 3:26.323 |
|           | Eirik Verås Larsen | Norvegia      | 3:27.342 |
|           | Ken Wallace        | Australia     | 3:27.485 |
| 4         | Ben Fouhy          | Nuova Zelanda | 3:29.193 |
| 5         | Max Hoff           | Germania      | 3:29.391 |
| 6         | Markus Oscarsson   | Svezia        | 3:30.198 |
| 7         | Stjepan Janić      | Croazia       | 3:30.495 |
| 8         | Adam van Koeverden | Canada        | 3:31.793 |
| 9         | Zoltán Benkő       | Ungheria      | 3:32.120 |